# 青洲圖書館
22°12′38″N 113°32′25″E / 22.210552°N 113.5403813°E
青洲圖書館（葡萄牙語：Biblioteca da Ilha Verde）位於澳門青洲和樂坊大馬路281號美居廣場第二期四樓，是澳門特別行政區文化局轄下的公共圖書館之一。1995年啟用。

## 館藏與服務
澳門文化司署轄下之青洲流動圖書館中心，於1991月2月8日中午12時揭幕，正式對外開放。位於青洲河邊馬路之青洲流動圖書館中心，籌備時間逾半載，這裡可藏圖書五萬册，但現時只藏有二萬多本，全是中文書籍，開放時間為上午9時半至中午12時，下午4時半至7時。流動圖書館中心之開設，是為推動澳門市民的讀書風氣，普及與提高其文化知識。澳門文化司署中央圖書館於1986年10月設立流動圖書館，以流動圖書車的形式，每日載書穿梭往來全澳各區，停泊在固定的巡迴閱讀站，為市民提供借閱圖書服務，初期館址暫設於何東圖書館內。由於其服務形式新穎，備受一般讀者歡迎，為因應讀者人數不斷增加，澳門文化司署中央圖書館遂於1988年11月增購另一輛流動書車，並嘗試以分區形式繼續為廣大市民提供流動圖書服務，而館址亦遷往高士德馬路。踏入九十年代，為發展本澳北區的館務需要，流動圖書館於1990年8月再遷往青洲該址，並易名為流動圖書館中心，成為澳門文化司署中央圖書館中文圖書組轄下四間中文圖書館之一。
流動圖書館中心面積約為160平方公尺，館內分為四部份：車房、書庫、辦公室及參考閱覽室等；車房可容兩部圖書車，書庫分上下兩層，最高藏書量可達五萬册，但目前新館藏書約二萬一千册。
位於靑洲和樂大馬路281號美居廣場第二期四字樓靑洲社會服務綜合中心的青洲圖書館於1995年3月29日下午3時正式開幕。青洲圖書館為中文圖書館，藏書二萬，設有可聯絡中央圖書館公眾圖書網絡的電腦，並備有可供市民閱聽錄音帶、電視錄像帶、鐳射唱片、鐳射影碟和電腦光碟的閱聽室。此外，亦備有由東方葡萄牙學會提供的葡文圖書資料，供公衆查閱。在開館初期是當時的政府圖書館中唯一設立視聽室。

## 青洲坊圖書館
2024年4月，文化局表示正積極籌備青洲坊圖書館進駐北區-1前的相關工作，爭取同年內啟用。預計實用面積約1,060平方米，較現時青洲圖書館的面積增加超過一倍，預計藏書量約3.1萬冊、影音資料約3,000件、閱覽座位約140個。設計風格以昔日青洲海島的地域特徵、漁村文化為設計元素，並合理規劃館內公共空間，集共享學習、休閒和社交功能於一身，希望為區內居民提供嶄新的綜合型公共圖書館體驗。
2024年9月30日，位於青洲坊大廈第二座1樓的青洲坊圖書館啟用，取代原位於青洲和樂坊大馬路281號美居廣場第2期4樓的青洲圖書館，開放時間為逢星期一下午2時至晚上8時，逢星期二至星期日早上8時至晚上8時（農曆年除夕下午2時後及公眾假期休館）。